# Karoline Herfurth

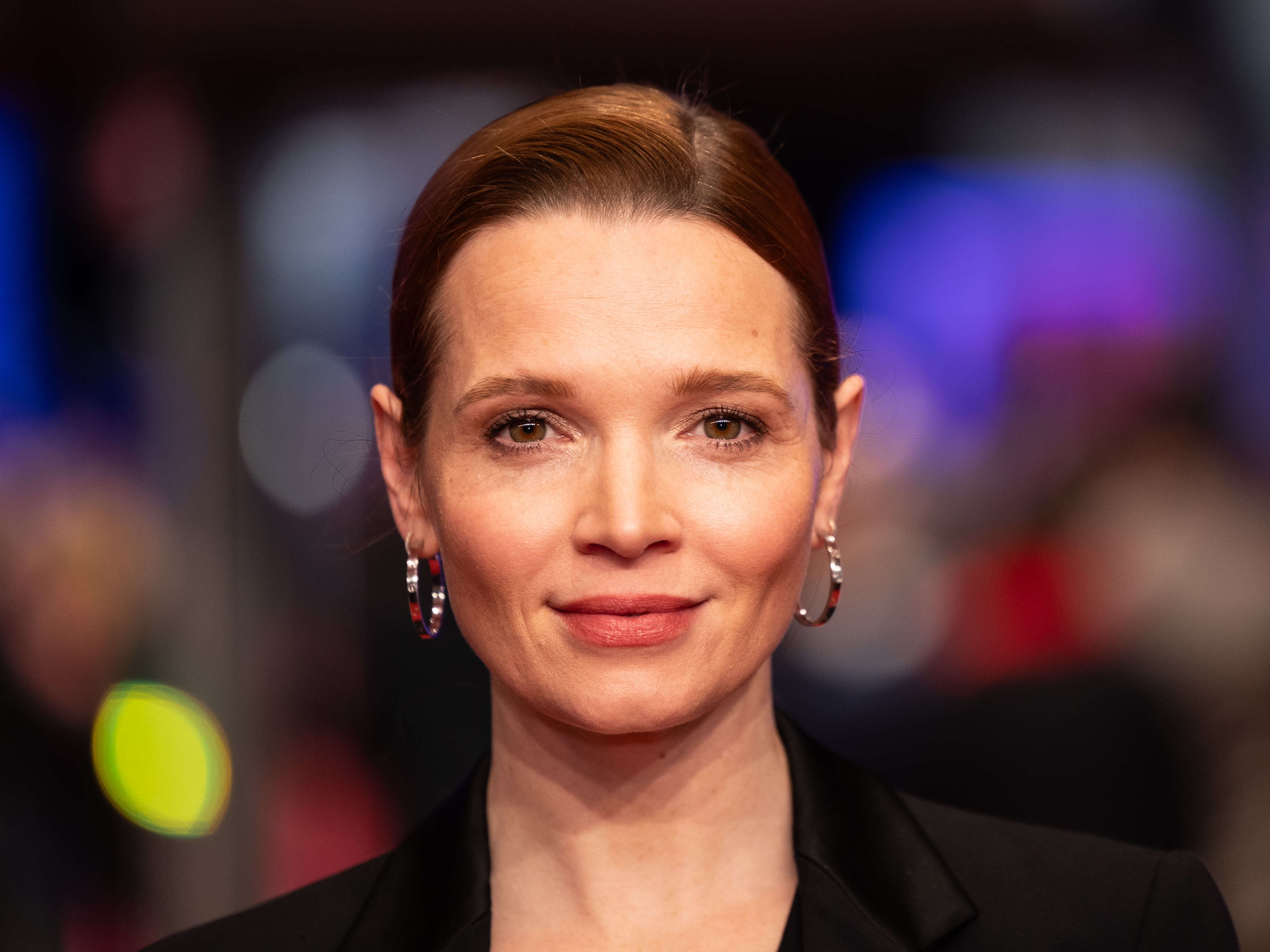
Karoline Herfurth (2024)

Karoline Herfurth (* 22. Mai 1984 in Ost-Berlin) ist eine deutsche Schauspielerin, Filmregisseurin und Drehbuchautorin. Ihren Durchbruch hatte sie 2001 mit dem Film Mädchen, Mädchen. Einem größeren Publikum wurde sie durch ihre Rolle als „Mirabellenverkäuferin“ in Das Parfum – Die Geschichte eines Mörders (2006) und ihre Rolle als „Lisi Schnabelstedt“ in Fack ju Göhte (2013) und Fack ju Göhte 2 (2015) bekannt.
Herfurth gehört zu den am besten bezahlten Schauspielerinnen in Deutschland. Seit 2016 ist sie auch als Regisseurin tätig und inszeniert Spielfilme wie SMS für Dich, Wunderschön und Wunderschöner.

## Leben

### Kindheit und Ausbildung
Karoline Herfurth wurde 1984 im Berliner Bezirk Pankow als zweites Kind geboren. Die Eltern trennten sich, als sie zwei Jahre alt war. Sie wuchs mit sieben Geschwistern in einer großen Patchworkfamilie in zwei Haushalten in Berlin-Mitte und Berlin-Hohenschönhausen auf. Herfurth tanzte in der Kindertanzgruppe des Freizeit- und Erholungszentrums Wuhlheide und war einige Jahre Mitglied des Kinderzirkus Cabuwazi. Sie war sieben Jahre lang Schülerin einer Musikschule in Berlin-Hohenschönhausen.
2003 machte sie Abitur. Von 2004 bis 2008 besuchte sie die Schauspielschule Ernst Busch in Berlin. Anschließend studierte sie Soziologie und Politikwissenschaft sowie Russisch an der Humboldt-Universität. Herfurth ließ sich 2024 exmatrikulieren.

### Karriere als Schauspielerin

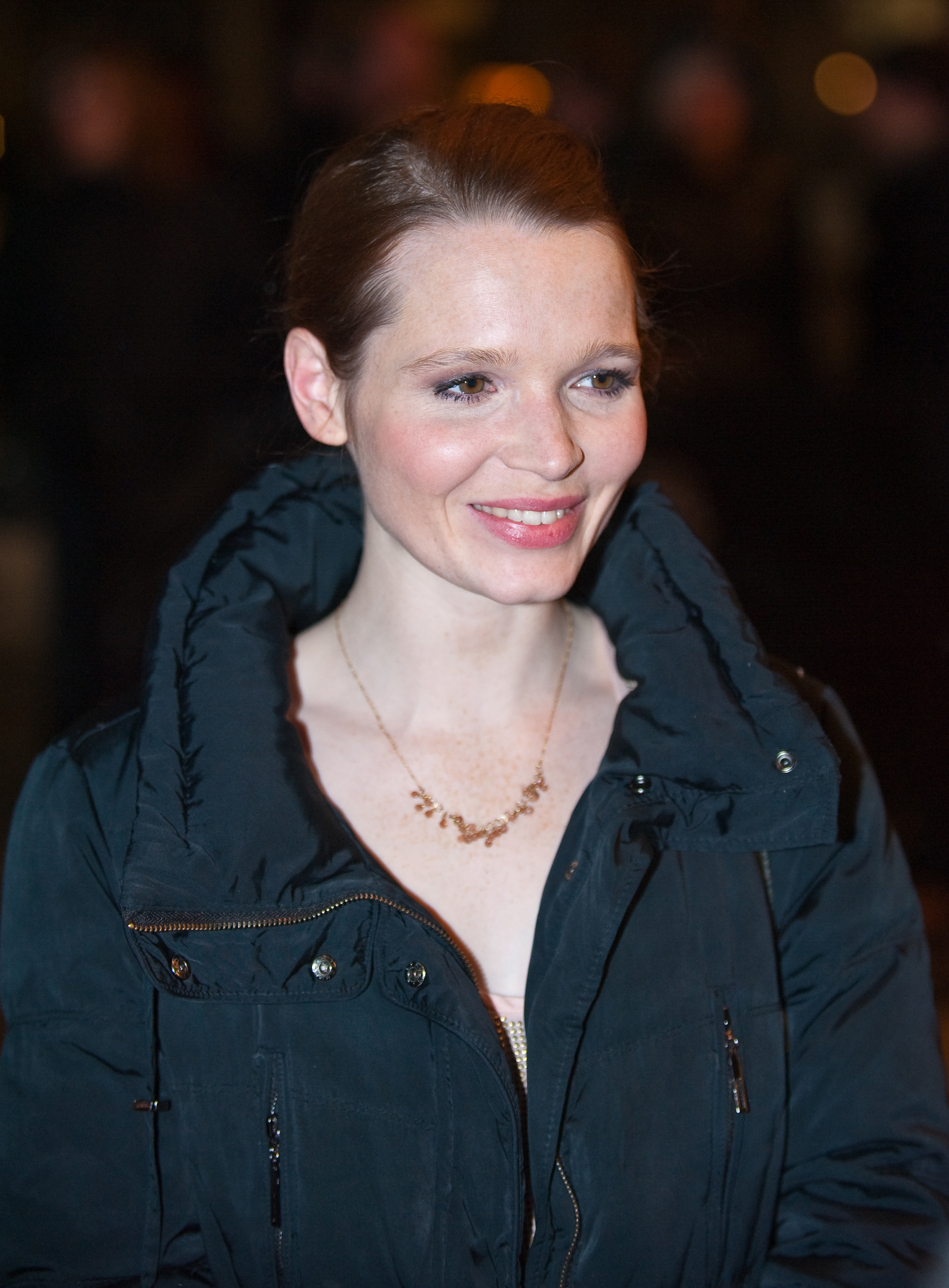
Karoline Herfurth (2010)

Herfurths Karriere begann im Alter von zehn Jahren, als ein Castingteam in einer Theatertanzgruppe des Freizeit- und Erholungszentrums Wuhlheide nach passenden Kindern für die Besetzung des Fernsehfilms Ferien jenseits des Mondes (1995) aus der Kinderfilmreihe Achterbahn suchte. Fünf Jahre später wurde Herfurth von der Casting-Direktorin Franziska Schlattner auf dem Schulhof entdeckt und erhielt eine Rolle im Kinofilm Crazy. Größere Bekanntheit erlangte sie ein Jahr später mit dem Film Mädchen, Mädchen, der 2001 in die Kinos kam und mit Mädchen, Mädchen 2 eine Fortsetzung erhielt. Ernstere Rollen spielte sie in Filmen wie Große Mädchen weinen nicht (2002), Mein Name ist Bach (2003) und Eine andere Liga (2005).
International bekannt wurde sie 2006 durch die Rolle des Mirabellenmädchens in Das Parfum – Die Geschichte eines Mörders. Der Spiegel schrieb über ihre Rolle folgendes: „Nicht wenige behaupten, dass ihr Auftritt als Mirabellen-Mädchen, das beim Helden Grenouille ein Trauma und seine Mordslust auf junge Mädchen auslöst, die zehn Minuten sind, an die sich der Zuschauer nach 147 Minuten Großkunst am liebsten erinnern wird.“ Sie spielte in der Komödie Pornorama (2007) und im Drama Das Wunder von Berlin (2008) neben Heino Ferch und Veronica Ferres. Im selben Jahr war sie an der Seite von Kate Winslet in der Buchverfilmung Der Vorleser zu sehen.
Sie gewann 2009 den Nachwuchsdarstellerpreis für ihre Rolle der Tanzschülerin Lilli Richter in Caroline Links Film Im Winter ein Jahr. Laut Jury erhielt sie den Preis für „ihr kraftvolles und nuancenreiches Spiel“. Im selben Jahr spielte sie die Hauptrolle der Prinzessin Elisabeth in der ARD-Neuverfilmung Die Gänsemagd. Ende 2009 drehte Herfurth unter der Regie von Dennis Gansel mit Nina Hoss und Anna Fischer den Vampirthriller Wir sind die Nacht. Im Juni 2011 erschien der Film Das Blaue vom Himmel, in dem Herfurth neben Hannelore Elsner und Juliane Köhler zu sehen ist. Im April 2010 kam der Film Vincent will Meer in die Kinos. Herfurth verkörperte die Rolle der magersüchtigen Marie.
Von 2011 bis 2012 war Herfurth das Werbegesicht für ein Damenparfüm von Jil Sander. Im Februar und März 2011 stand sie in Dresden im Max-Planck-Institut für molekulare Zellbiologie und Genetik vor der Kamera und drehte an der Seite von Michael Eklund den international besetzten Film Errors of the Human Body. Im Anschluss daran drehte sie mit Regisseur Helmut Dietl die Komödie Zettl, in der sie an der Seite von Michael Herbig ihre erste humorvollere Rolle verkörperte.
Im März 2012 begannen in Berlin die Dreharbeiten für Passion. Herfurth spielt darin eine Nebenrolle an der Seite von Rachel McAdams und Noomi Rapace. Im November 2013 kam die Kinokomödie Fack ju Göhte von Bora Dagtekin in die deutschen Kinos. Herfurth ist neben Elyas M’Barek in der Hauptrolle als Elisabeth Schnabelstedt zu sehen. Der Film hatte mehr als 7 Millionen Zuschauer. Bei der ähnlich erfolgreichen Fortsetzung Fack ju Göhte 2 war Herfurth ebenfalls beteiligt.
Von 2014 bis 2016 erschienen drei Kinderbuchverfilmungen von Rico und Oskar, in denen Herfurth die Rolle der Tanja Doretti übernahm. Anschließend spielte sie in ihrem Regiedebüt SMS für Dich die Rolle der Klara. 2018 kam der Film Die kleine Hexe nach Otfried Preußlers gleichnamigem Kinderbuch in die Kinos, in dem sie die Titelrolle spielte. 2019 kam Bora Dagtekins starbesetzte Kammerspiel Das perfekte Geheimnis in die deutschen Kinos. Herfurth spielte neben Elyas M’Barek, Jessica Schwarz, Jella Haase, Frederick Lau und Wotan Wilke Möhring eine Hauptrolle. 2022 kamen die Filme Wunderschön und Einfach mal was Schönes ins Kino. Herfurth übernahm in beiden Filmen, gemeinsam mit Monika Fässler, die Verantwortung für das Drehbuch und führte Regie. Darüber hinaus stand sie für beide Produktionen auch vor der Kamera.
Seit April 2023 macht Herfurth Werbung für Weleda. Im Februar 2025 kam die Fortsetzung zu Wunderschön, Wunderschöner, in die deutschen Kinos. Herfurth schrieb erneut mit Monika Fässler das Drehbuch und übernahm neben der Regie eine der Hauptrollen. Ab April 2025 stand sie für die Romanverfilmung von Joachim Meyerhoffs Ach, diese Lücke, diese entsetzliche Lücke vor der Kamera. Der Film soll im November 2025 in die Kinos kommen.

### Karriere als Regisseurin
2012 präsentierte Herfurth bei den Hofer Filmtagen mit dem Kurzfilm Mittelkleiner Mensch ihre erste Regiearbeit. Im September 2016 kam mit SMS für Dich Herfurths Regiedebüt für einen Langfilm in die deutschen Kinos. Sie spielte neben Nora Tschirner und Friedrich Mücke die Hauptrolle. Der Film hatte etwa 730.000 Besucher und erhielt ein Hollywood-Remake. Drei Jahre später folgte das Action-Drama Sweethearts (2019), ebenfalls mit ihr in der Hauptrolle.
Im Februar 2022 kam der Film Wunderschön auf die Kinoleinwand. Ursprünglich sollte der Film 2020 veröffentlicht werden, musste wegen der Corona-Pandemie aber verschoben werden. Trotz der Verspätung wurde der Film mit 1,6 Millionen Zuschauern ein kommerzieller Erfolg. Im November 2022 erschien der Film Einfach mal was Schönes. 2025 wurde der Film Wunderschöner veröffentlicht.

### Privates
Herfurth lebt mit ihrem Mann, dem Filmproduzenten Christopher Doll und ihren zwei gemeinsamen Kindern in Berlin und der Uckermark. Eine enge Freundschaft verbindet sie mit Nora Tschirner und Friedrich Mücke, mit denen sie auch einige Filme realisierte.

## Filmografie

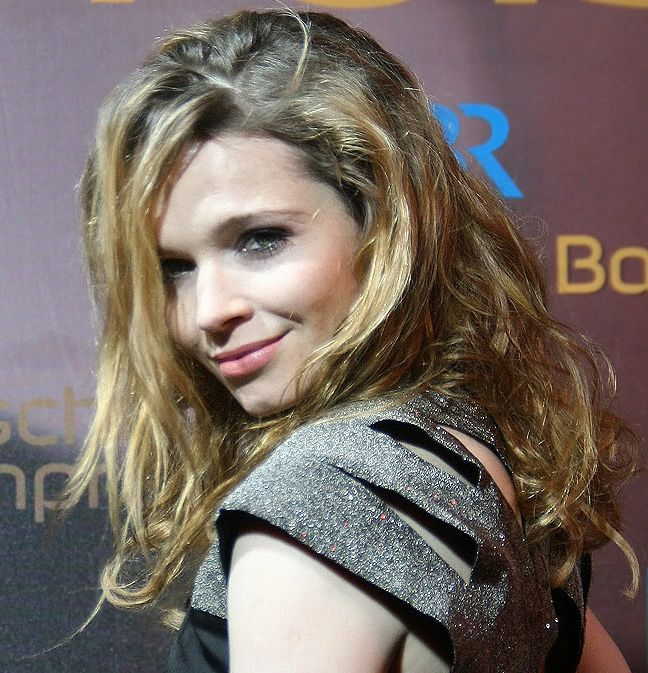
Karoline Herfurth (2012)

### Als Schauspielerin
- 1995: Achterbahn (Folge Ferien jenseits des Mondes)
- 2000: Crazy
- 2000: Küss mich, Frosch
- 2001: Mädchen, Mädchen
- 2002: Große Mädchen weinen nicht
- 2003: Mein Name ist Bach
- 2004: Mädchen, Mädchen 2 – Loft oder Liebe
- 2004: Prinzessin macht blau (Fernsehfilm)
- 2005: Eine andere Liga
- 2005: Anemonenherz
- 2006: Die Kinder der Flucht: Breslau brennt! (Fernsehfilm)
- 2006: Peer Gynt (Fernsehfilm)
- 2006: Das Parfum – Die Geschichte eines Mörders
- 2007: Pornorama
- 2008: Im Winter ein Jahr
- 2008: Der Vorleser (The Reader)
- 2008: Das Wunder von Berlin (Fernsehfilm)
- 2009: Berlin 36
- 2009: Die Gänsemagd (Fernsehfilm)
- 2010: Vincent will Meer
- 2010: Das Leben ist zu lang (Cameo)
- 2010: Wir sind die Nacht
- 2010: So wie wir hier zusammen sind (Kurzfilm)
- 2011: Das Blaue vom Himmel
- 2011: Festung
- 2012: Zettl
- 2012: Passion
- 2012: Errors of the Human Body
- 2013: Fack ju Göhte
- 2014: Rico, Oskar und die Tieferschatten
- 2015: Traumfrauen
- 2015: Gespensterjäger – Auf eisiger Spur
- 2015: Rico, Oskar und das Herzgebreche
- 2015: Fack ju Göhte 2
- 2016: Rico, Oskar und der Diebstahlstein
- 2016: SMS für Dich
- 2017: You Are Wanted (Fernsehserie, sechs Folgen)
- 2018: Die kleine Hexe
- 2018: Beat (Fernsehserie)
- 2019: Sweethearts
- 2019: Das perfekte Geheimnis
- 2022: Wunderschön
- 2022: Einfach mal was Schönes
- 2024: Eine Million Minuten
- 2025: Wunderschöner

### Als Synchronsprecherin
- 2008: Das Geheimnis der Flamingos (The Crimson Wing: Mystery of the Flamingos, Dokumentarfilm)
- 2014: Das magische Haus (The House of Magic)

### Als Regisseurin
- 2012: Mittelkleiner Mensch (Kurzfilm)
- 2016: SMS für Dich
- 2019: Sweethearts
- 2022: Wunderschön
- 2022: Einfach mal was Schönes
- 2025: Wunderschöner

## Theater
- 2007: Sauerstoff von Iwan Wyrypajew, (Maxim-Gorki-Theater Berlin), Koproduktion mit der Hochschule für Schauspielkunst „Ernst Busch“
- 2008: Liliom (Deutsches Nationaltheater Weimar)

## Hörbücher und Hörspiele
- 2011: Bibi Blocksberg, Folge 101: … Und Piraten-Lilly (Hörspiel, als Piraten-Lilly)
- 2017: Die kleine Hexe von Otfried Preußler, der Audio Verlag, ISBN 978-3-86231-981-7
- 2017: Moabit von Volker Kutscher, (gemeinsam mit Marc Hosemann und David Nathan), Argon Verlag, ISBN 978-3-7324-1596-0

## Auszeichnungen

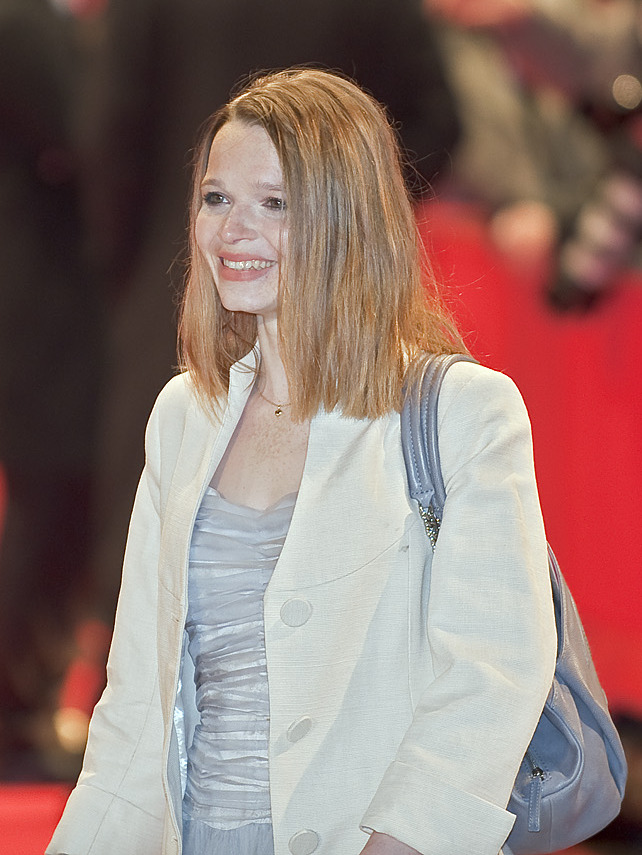
Karoline Herfurth (2009)

- 2006: MovieStar von TV Movie als Beste Nachwuchsschauspielerin
- 2007: Undine Award als Beste jugendliche Nebendarstellerin in einem Kinospielfilm (Das Parfum)
- 2007: Diva Award als New Talent of the Year (Das Parfum)
- 2008: Grimme-Preis für die Darstellung in Eine andere Liga
- 2009: Bayerischer Filmpreis 2008 als Beste Nachwuchsdarstellerin (Im Winter ein Jahr)
- 2009: Preis der deutschen Filmkritik als Beste Darstellerin (Im Winter ein Jahr)
- 2009: Berliner Bär (B.Z.-Kulturpreis)
- 2011: Jupiter Award in der Kategorie Beste Darstellerin Deutschland
- 2016: Emder Schauspielpreis (Internationales Filmfest Emden-Norderney)
- 2022: Günter-Rohrbach-Filmpreis – Preis des Saarländischen Rundfunks für Wunderschön[42][43]
- 2023: Ernst-Lubitsch-Preis für Wunderschön und Einfach mal was Schönes[44]
- 2023: Bambi für beste Schauspielerin national
- 2024: Goldene Henne für Film & Fernsehen[45]